# 尼卡諾爾 (帕曼紐之子)
尼卡諾爾（希臘語：Παρμενίων；?—前330年）為馬其頓王國亞歷山大大帝時的將軍，他是帕曼紐之子。
前335年，他在亞歷山大遠征蓋塔（Getae）期間，在渡過多瑙河時登上歷史舞台，並且記載他當時統領一支方陣步兵。隨後當亞歷山大東征時，他統率一支稱作持盾衛隊（Hypaspists）的精銳步兵，計有三個團，每團1.000人，而他的兄弟菲羅塔斯統領騎兵中最精銳的夥友騎兵。尼卡諾爾一直擔任這個職務，並參與格拉尼庫斯河戰役、伊蘇斯戰役和之後的高加米拉戰役。
尼卡諾爾跟隨亞歷山大追擊波斯大流士三世，並在亞歷山大入侵巴克特利亞時感染上疾病而逝世.

## 家庭
父：帕曼紐
兄：菲罗塔斯
弟：赫克托尔
姐妹：至少1人，她先后嫁给阿塔罗斯和科那斯